# Monte Olimpino
Monte Olimpino is een plaats (frazione) in de Italiaanse gemeente Como.